# Sant Feliu de Llobregat
Sant Feliu de Llobregat és un municipi català, capital de la comarca del Baix Llobregat.
Està situada al marge esquerre del riu Llobregat i el seu terme municipal limita amb els de Barcelona, Sant Cugat del Vallès i Sant Just Desvern a l'est, Molins de Rei al nord, Sant Vicenç dels Horts i Santa Coloma de Cervelló a l'oest i Sant Joan Despí al sud.
És a més cap de partit judicial i seu del bisbat de Sant Feliu.

## Festes
- Festa Major: 10 d'agost, Sant Llorenç
- Festa de Tardor (o festa major petita, actualment convertida en la festa principal): 12 d'octubre, Sant Rarimi, arquebisbe i màrtir de Càller (Sardenya)
- Festes de Primavera: Segon cap de setmana de maig. Exposició de Roses de Sant Feliu de Llobregat i La Fira

## Geografia
- Llista de topònims de Sant Feliu de Llobregat (Orografia: muntanyes, serres, collades, indrets..; hidrografia: rius, fonts...; edificis: cases, masies, esglésies, etc).

Sant Feliu està situat a la vall del riu Llobregat, al seu marge esquerre, i va pujant cap al Parc de Collserola, que és un espai d'interès natural que inclou part de nou municipis.
Per la vora sud de la ciutat discorre la riera de Sant Just que en arribar a Sant Feliu agafa el nom de riera Pahissa. La riera pren l'aigua del turó d'en Cors (390 m) i el puig Sant Pere Màrtir (389) i el coll de Can Cuiàs. Actualment, està canalitzada en quasi en tota la seva extensió i convertida en carrer, igual que la riera la Salut. Aquesta riera recull les aigües que baixen del Puig d'Olorda, el Turó d'en Serra, el Turó de Can Pasqual, el Turó de Merlès i el Turó Rodó. També queda a prop el torrent de Can Miano.
Les muntanyes més properes a la ciutat que pertanyen a la Serra de Collserola són: el Puig d'Olorda (436,4 m) també anomenat la Creu, per la seva proximitat a Santa Creu d'Olorda i per la gran creu que hi ha al cim, explotat per la fàbrica de ciment Sanson del 1968 fins a l'any 2006, la Penya del Moro (375 m), el Puig Aguilar (387 m) i, ja fora del terme, el turó de Sant Pere Màrtir (389 m).

## Història
Està documentada la presència humana dins del terme des de la prehistòria, tal com ho demostren les restes materials paleolítics a Ca n'Albareda i del Neolític, a la cova de l'or o dels encantats, al vessant sud del Puig d'Olorda. També es trobaren restes ibèriques i romanes en diferents indrets com les Grasses o la plaça de la Vila. En temps dels romans i durant part de l'edat mitjana Sant Feliu es deia Ticiano, Tiano o Micano. Tanmateix, el topònim Sant Feliu no apareix de forma escrita fins a l'any 1002, en què és recollit com a Sanct[us] Feli[x], en un document dipositat al monestir de Sant Cugat del Vallès. L'origen d'aquesta denominació era l'existència d'una ermita dedicada a aquest sant.
L'any 1524 es fundà l'església parroquial de Sant Llorenç (derruïda durant la guerra civil i reconstruïda posteriorment en el seu mateix lloc). Fins aleshores, Sant Feliu depenia de les parròquies veïnes de Sant Just Desvern i Sant Joan Despí. Uns anys després es realitzà un judici per bruixeria a una dona d'origen occità de la vila, anomenada Blanca Bardiera, que acabà amb el seu alliberament sense càrrecs.
Durant el segle xvii, Jaume Falguera hi construí un palau, encara anomenat Falguera, amb extensos jardins que s'estenien fins al riu Llobregat. La propietat fins fa molt pocs anys era dels marquesos de Castellbell, família noble descendents d'en Jaume Falguera que utilitzà el palau en diversos moments i fins ben entrat el segle xx. El 9è Marquès de Castellbell va ser Josep Lluís de Vilallonga i Cabeza de Vaca (1920-2007) i a la seva mort el succeí el seu fill John Alfonso de Vilallonga y Scott-Ellis. Actualment el Palau i el que resta dels seus jardins són de titularitat municipal. Com a curiositat, esmentem que en les cavallerisses encara s'hi conserva la carrossa dels Castellbell que va ser immortalitzada en un fragment de la Rambla de les Floristes de Josep Maria de Sagarra.
El 1855 es va inaugurar l'estació de Sant Feliu que corresponia a la línia entre Barcelona i Vilafranca. Un altre edifici emblemàtic, el Mercat Municipal popularment conegut com "la plaça" es construí l'any 1885. Sant Feliu de Llobregat és la capital de la comarca del Baix Llobregat des del 1936. El creixement i l'acumulació progressiva de serveis van propiciar que Alfons XIII concedís el títol de ciutat a Sant Feliu de Llobregat l'any 1929.
Durant la guerra civil la toponímia amb referents religiosos i monàrquics va ser abandonada i substituïda. En el cas de Sant Feliu, la població va passar a anomenar-se Roses del Llobregat, per la gran tradició del cultiu d'aquesta flor i la presència de famosos creadors de noves varietats: els Dot i els Camprubí.
Des de principis del segle xx s'havien instal·lat nombrosos tallers, primer tèxtils i més endavant metal·lúrgics. La fàbrica Bertrand (1861) i la fàbrica Solà i Sert (1893) són les indústries tèxtils més importants del moment. Amb l'adveniment de la producció elèctrica, s'abandonen els vapors i comença la gran industrialització de la vila i de la comarca.
L'any 1911 es va produir al voltant de l'estació un enfrontament entre carlins i lerrouxistes en el qual moriren sis persones.
El 1948 es fundà Ràdio Sant Feliu, amb el nom Radio Juventud de San Feliu i que tot i estar sota la tutela de las Juventudes del Movimiento (falangistes) va gaudir d'una certa independència. El 3 de febrer de 1981 i després d'un període de crisi, la ràdio va reobrir, ara amb el seu nom actual, Ràdio Sant Feliu.
En dates més recents podríem senyalar: Sant Feliu va ser seu d'entrenament de voleibol durant els Jocs Olímpics de Barcelona el 1992. El 25 de maig de 1994 la pilot santfeliuenca Mercè Martí va guanyar la volta al món en avioneta després d'una prova que va constar de 12 etapes. Del seu Club de Natació han sortit waterpolistes olímpics com Gustavo Marcos, Elisabeth Fuentes i Anna Ramírez, tots tres formats en el club. Jennifer Pareja, capitana de la selecció espanyola de waterpolo que va guanyar els Mundials de Natació l'any 2013, també va estar una temporada a l'equip de waterpolo del Sant Feliu.
El 1995 van començar les obres del nou barri de Mas Lluí que va ampliar un 30% la superfície urbanitzada de la població i va donar habitatge a 2.000 nous santfeliuencs. Paral·lelament es va construir el barri de les Grasses, tocant al barri de la Salut, proper a Molins de Rei, que compta amb el Roserar, un jardí obert als ciutadans amb centenars de varietats de roses.
Francesc Baltasar i Albesa (PSUC després ICV) va ser el primer alcalde de la democràcia i va estar en el càrrec durant 21 anys (1979-2000). El substituí Ángel Merino (ICV) per renúncia de l'anterior alcalde. En les eleccions del 2003 el nou alcalde escollit va ser Juan Antonio Vázquez Cortado (PSC-PSOE), que restà fins al 16 de desembre de 2010, moment en què renuncià, després d'haver guanyat les eleccions del 2007. La seva substituta va ser Lourdes Borrell Moreno (PSC) escollida com a alcaldessa al Ple de l'Ajuntament fet el 23 de desembre de 2010, sent la primera dona que ostenta aquest càrrec en la història de la ciutat. Jordi San José i Buenaventura ICV-EUiA és des del 2011 l'alcalde de la ciutat en guanyar les eleccions municipals de l'any 2011 i 2015, tot i que la formació ICV-EUiA va aconseguir a la ciutat els seus pitjors resultats en aconseguir 6 regidors i quedar-se lluny de la majoria absoluta marcada en 11 regidors. El 2019 les eleccions municipals són guanyades pel PSC, però un pacte ECP-ERC atorga l'alcaldia a Lídia Muñoz.
El 15 de juny de 2005, arran de la decisió del Vaticà de dividir l'Arquebisbat de Barcelona en tres diòcesis, Barcelona, Terrassa i Sant Feliu, l'església parroquial de Sant Llorenç esdevé catedral, i la ciutat seu del bisbat de Sant Feliu.
Des de 2018, el municipi es troba immers en el projecte de soterrament de les vies del tren, una de les grans reivindicacions veinals.

## Administració
| Període     | Alcalde o alcaldessa                                | Partit polític                                    | Data de possessió | Observacions |
| ----------- | --------------------------------------------------- | ------------------------------------------------- | ----------------- | ------------ |
| 1979–1983   | Francesc Baltasar i Albesa                          | PSUC                                              | 19/04/1979        | --           |
| 1983–1987   | Francesc Baltasar i Albesa                          | PSUC                                              | 28/05/1983        | --           |
| 1987–1991   | Francesc Baltasar i Albesa                          | IC                                                | 30/06/1987        | --           |
| 1991–1995   | Francesc Baltasar i Albesa                          | IC                                                | 15/06/1991        | --           |
| 1995–1999   | Francesc Baltasar i Albesa                          | ICV-EUiA                                          | 17/06/1995        | --           |
| 1999–2003   | Francesc Baltasar / Ángel Merino                    | ICV-EUiA                                          | 03/07/1999        | --           |
| 2003–2007   | Juan Antonio Vázquez Cortado                        | PSC                                               | 14/06/2003        | --           |
| 2007–2011   | Juan Antonio Vázquez Cortado/Lourdes Borrell Moreno | PSC                                               | 16/06/2007        | --           |
| 2011–2015   | Jordi San José i Buenaventura                       | ICV-EUiA                                          | 11/06/2011        | --           |
| 2015–2019   | Jordi San José i Buenaventura                       | ICV-EUiA                                          | 13/06/2015        | --           |
| 2019-2023   | Lídia Muñoz Cáceres / Oriol Bossa i Pradas          | En Comú Podem / Esquerra Republicana de Catalunya | 15/06/2019        | --           |
| Des de 2023 | Lourdes Borrell Moreno                              | PSC                                               | 17/06/2023        | --           |

## Demografia[5]
| 1497 f | 1515 f | 1553 f | 1717 | 1787  | 1857  | 1877  | 1887  | 1900  | 1910  |
| ------ | ------ | ------ | ---- | ----- | ----- | ----- | ----- | ----- | ----- |
| 32     | 33     | 46     | 316  | 1.579 | 2.484 | 2.749 | 2.990 | 3.314 | 3.852 |

| 1920  | 1930  | 1940  | 1950  | 1960   | 1970   | 1981   | 1990   | 1992   | 1994   |
| ----- | ----- | ----- | ----- | ------ | ------ | ------ | ------ | ------ | ------ |
| 4.406 | 6.343 | 6.571 | 7.327 | 10.201 | 21.751 | 37.849 | 37.823 | 52.000 | 52.000 |

| 1996   | 1998   | 2000   | 2002   | 2004   | 2006   | 2008   | 2010   | 2012   | 2014   |
| ------ | ------ | ------ | ------ | ------ | ------ | ------ | ------ | ------ | ------ |
| 35.797 | 35.958 | 38.435 | 40.695 | 41.954 | 42.486 | 42.895 | 43.528 | 50.467 | 43.715 |

| 2016   | 2018   | 2020   | 2022   | 2024   | 2026 | 2028 | 2030 | 2032 | 2034 |
| ------ | ------ | ------ | ------ | ------ | ---- | ---- | ---- | ---- | ---- |
| 44.086 | 44.474 | 45.467 | 45.642 | 46.554 | -    | -    | -    | -    | -    |

## Els centres educatius
Sant Feliu disposa de 25 centres educatius de totes les edats. El següent quadre mostra la classificació dels diferents centres segons la seva tipologia.
|                             | ESCOLES BRESSOL | EDUCACIÓ PRIMÀRIA | EDUCACIÓ SECUNDÀRIA OBLIGATÒRIA                                                                        | BATXILLERAT                                                         | CICLES FORMATIUS DE FORMACIÓ PROFESSIONAL GRAUS MITJÀ I SUPERIOR |
| --------------------------- | --- | --- | --- | ------------------------------------------------------------------- | ---------------------------------------------------------------- |
| ESCOLA PÚBLICA              | - Llar d'infants El Tambor - Llar d'infants Ginesta - Llar d'infants Patufet - Llar d'infants Fàbregas                                                                         | - Escola Nadal - Escola Salvador Espriu - Escola Falguera - Escola Arquitecte Gaudí - Escola Josep Montmany Amat - Escola Pau Vila - Escola Miquel Martí i Pol | - Institut Olorda - Institut Martí Dot                                                                 | - Institut Olorda - Institut Martí Dot                              | - Institut Martí Dot                                             |
| ESCOLA CONCERTADA I PRIVADA | - Llar d'infants Giravolt - Llar d'infants L'Avet - Llar d'infants Snoopy - Llar d'infants Peücs                                                                               | - Col·legi Bon Salvador - Escola Verge de la Salut - Col·legi Mare de Déu de la Mercè - Escola Mestral                                                         | - Col·legi Bon Salvador - Escola Verge de la Salut - Col·legi Mare de Déu de la Mercè - Escola Mestral | - Col·legi Bon Salvador - Escola Verge de la Salut - Escola Mestral |                                                                  |
| ALTRES                      | - Escola Municipal de Música de Sant Feliu de Llobregat - Centre de Formació d'Adults Mestre Esteve - Centre Xamfrà Taller Sant Miquel - Escola d'Educació Especial Tramuntana | | |                                                                     |                                                                  |

## Persones il·lustres
Vegeu la categoria Santfeliuencs
- Joana Raspall, escriptora i poeta; Creu Sant Jordi 2006; Medalla d'Or de la Ciutat.
- Pere Dot i Martínez, roserista, fill predilecte i Medalla d'Or de la Ciutat
- Llorenç Sans i Fàbregas, historiador local; Medalla d'Or de la Ciutat.
- Martí Dot i Parellada, poeta nascut a Sant Feliu el 14 d'abril de 1900
- Maite Carranza Gil-Dolz del Castellar, escriptora
- Jenn Diaz Ruiz, escriptora
- Rosendo Meije. Futbolista dels anys vuitanta.
- Juan Carlos Navarro Feijoo, jugador de bàsquet del FC Barcelona.
- Francesc Vergés i Vives, sacerdot i lluitador antifranquista.
- Joan Urpí i Boada, ciclista, el més important que ha tingut la ciutat, disputà la Volta a Catalunya del 1929 al 1933.
- Nil Moliner, cantant nascut a Sant Feliu el 1992.
- Esteve Guarro Elias, conegut com a Mestre Esteve.
- Joan Dausà i Riera, músic, actor i presentador.
- Enriqueta Martí i Ripoll.
- Blanca Bardiera.
- Jordi Hurtado Torres, periodista.

## Seguici Popular de la Ciutat
- Gegants de la Ciutat de Sant Feliu de Llobregat
- Gegants de l'ACF de Sant Feliu de Llobregat
- Gegantons Tonet i Fada Natura de l'ACF de Sant Feliu de Llobregat
- Drac de Sant Feliu de Llobregat
- Garsa de Sant Feliu de Llobregat
- Mula de Sant Feliu de Llobregat
- Diables La Garsa de l'ACF
- Diables Rojos
- Diables El Tro de Falguera
- Diables La Salut
- Cornuts Percussió
- Colla de Timbalers Infantils Els Tronats
- Drakaris Percussió
- Esbart Dansaire de l'ACF de Sant Feliu de Llobregat
- Bastoners "Els Ceballuts" de Sant Feliu de Llobregat
- Castellers "Els Magentes" de Sant Feliu de Llobregat
- Trabucaires de Sant Llorenç
- Els Cremats

## Transformació social
- Associació Coopera Sant Feliu

## Cultura
- Ateneu Santfeliuenc